# Poisson (cratère)
Poisson est un cratère d'impact lunaire situé sur la face visible de la Lune. Il se trouve à l'est du cratère Aliancensis et au nord-ouest du cratère Apanius. Ce cratère est fortement érodé avec un plancher commun avec le cratère satellite "Poisson T" à l'ouest-sud-ouest. Les deux cratères plus ou moins fusionnés en une seule formation avec un col plus étroit entre les deux. Le bord du cratère Poisson est fortement érodé et est recouvert par plusieurs cratères. Le cratère satellite "Poisson U" empiète sur le rebord sud à la jonction du cratère principal Poisson et de son cratère satellite "Poisson T". L'intérieur a été inondé par de la lave basaltique.
En 1935, l'union astronomique internationale a donné le nom du mathématicien français Siméon Denis Poisson à ce cratère lunaire.

## Cratères satellites
Les cratères dit satellites sont de petits cratères situés à proximité du cratère principal, ils sont nommés du même nom mais accompagnés d'une lettre majuscule complémentaire (même si la formation de ces cratères est indépendante de la formation du cratère principal). Par convention ces caractéristiques sont indiquées sur les cartes lunaires en plaçant la lettre sur le point le plus proche du cratère principal. Liste des cratères satellites de Poisson : 
| Poisson | Latitude | Longitude | Diamètre |
| ------- | -------- | --------- | -------- |
| A       | 29.6° S  | 9.1° E    | 17 km    |
| B       | 30.8° S  | 10.9° E   | 11 km    |
| C       | 33.1° S  | 8.6° E    | 26 km    |
| D       | 31.4° S  | 7.7° E    | 12 km    |
| E       | 34.2° S  | 8.6° E    | 14 km    |
| F       | 33.7° S  | 8.0° E    | 14 km    |
| G       | 31.7° S  | 7.4° E    | 16 km    |
| H       | 33.0° S  | 7.4° E    | 19 km    |
| J       | 35.0° S  | 8.3° E    | 27 km    |
| K       | 32.7° S  | 9.6° E    | 13 km    |
| L       | 32.7° S  | 8.2° E    | 16 km    |
| M       | 33.9° S  | 7.6° E    | 7 km     |
| N       | 30.7° S  | 8.4° E    | 4 km     |
| O       | 35.0° S  | 9.1° E    | 4 km     |
| P       | 31.9° S  | 8.9° E    | 7 km     |
| Q       | 32.6° S  | 10.2° E   | 28 km    |
| R       | 30.0° S  | 8.4° E    | 5 km     |
| S       | 29.9° S  | 11.4° E   | 4 km     |
| T       | 31.1° S  | 9.2° E    | 25 km    |
| U       | 31.6° S  | 10.3° E   | 25 km    |
| V       | 32.0° S  | 10.6° E   | 16 km    |
| W       | 29.6° S  | 11.9° E   | 3 km     |
| X       | 29.0° S  | 12.3° E   | 5 km     |
| Z       | 29.6° S  | 10.5° E   | 5 km     |